# Georgi Kamenski
Georgi Kamenski (bułg. Георги Каменски, ur. 3 lutego 1947 w Sofii) – piłkarz bułgarski grający na pozycji bramkarza.

## Kariera klubowa
W swojej karierze piłkarskiej Kamenski grał w klubie Lewski Sofia. Grał w nim w latach 1964–1972. W latach 1965, 1968 i 1970 wywalczył z Lewskim trzy mistrzostwa Bułgarii. Dwukrotnie zdobył też Puchar Bułgarii w latach 1970 i 1971.

## Kariera reprezentacyjna
W 1970 roku Kamenski został powołany do reprezentacji Bułgarii na Mistrzostwa Świata w Meksyku. Tam był rezerwowym bramkarzem dla Simeona Simeonowa i nie rozegrał żadnego spotkania. Ostatecznie w kadrze narodowej nie zadebiutował.